# Råttfällan

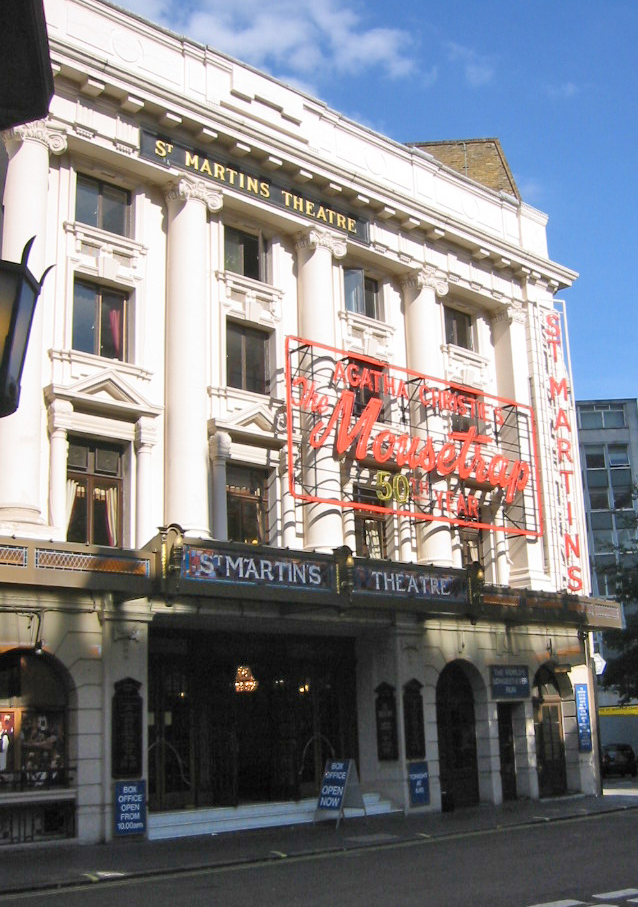
Råttfällan på St. Martin's Theatre, i Londons West End 2002.

Råttfällan (originaltitel: The Mousetrap) är en teaterpjäs skriven av Agatha Christie. Pjäsen är ett morddrama, känd för sitt överraskande slut. Den innehar världsrekordet som det teaterstycke som spelats längst sammanhängande tid. Pjäsen hade premiär på Theatre Royal i Nottingham den 6 oktober 1952 och kom till New Ambassadors Theatre i London den 25 november samma år, där den spelades till och med lördagen den 23 mars 1974. Följande måndag flyttades den till grannteatern St Martin's Theatre där den går än i dag. Råttfällan har sedan premiären spelats kontinuerligt i över 67 år. Den 18 september 2018 passerade den 27 500 föreställningar. På grund av covid-19 avbröts sviten av föreställningar den 16 mars 2020. Teatern återupptog föreställningarna den 17 maj 2021. Råttfällan är den West End-föreställning som har spelats längst och har den överlägset längsta speltiden av alla pjäser i världen med sin 29 500:e föreställning som ägde rum i februari 2024. Besökare på St Martin's Theatre blir ofta fotograferade vid trädisken (som visar antalet föreställningar) i teaterns foajé. Fram till 2022 har pjäsen setts av 10 miljoner människor i London.
Pjäsen är en deckare och har ett plot twist-slut, som publiken traditionellt ombeds att inte avslöja efter att ha lämnat teatern. Det finns åtta roller i ensemblen och 2012 hade mer än 400 skådespelare och skådespelerskor spelat rollerna. Richard Attenborough var den ursprungliga kriminalinspektör Trotter och hans fru Sheila Sim var den första Mollie Ralston – ägare till Monkswell Manor guesthouse. Sedan dess har dock få av huvudrollsinnehavarna varit stjärnor och Stephen Moss i The Guardian skrev att "pjäsen och dess författare är stjärnorna".

## Historik
Pjäsen började som en kort radiopjäs skriven av Agatha Christie som en födelsedagspresent till änkedrottning Mary. Den sändes den 30 maj 1947 med namnet Three Blind Mice. Berättelsen bygger på det verkliga fallet med Dennis O'Neill, som dog efter att han och hans bror Terence utsattes för extrem misshandel när de var i fosterhem hos en bonde och hans fru i Shropshire 1945.
Pjäsen är baserad på novellen Tre blinda möss som Christe skrev utifrån sin radiopjäs, men Christie bad att berättelsen inte skulle publiceras så länge den spelades som en pjäs i West End i London. Novellen har ännu inte publicerats i Storbritannien, men den har givits ut i USA i samlingen Three Blind Mice and Other Stories från 1950 och har även publicerats i Sverige (Det Bästas Bokval, 1965). Pjäsens manus finns dock publicerat även i Storbritannien.
När Christie skrev pjäsen gav hon rättigheterna till sitt barnbarn Mathew Prichard på hans nionde födelsedag. I Storbritannien får endast en uppsättning av pjäsen utöver West End-uppsättningen spelas årligen och enligt pjäsens kontraktsvillkor kan ingen filmatisering produceras förrän West End-uppsättningen har varit nerlagd i minst sex månader.
Pjäsen var tvungen att döpas om efter påtryckningar från Emile Littler som hade satt upp en pjäs med titeln Three Blind Mice i West End före andra världskriget. Förslaget att kalla den "Råttfällan" kom från Christies svärson Anthony Hicks. I William Shakespeares pjäs Hamlet är "Råttfällan" Hamlets svar på Claudius fråga om namnet på den pjäs vars prolog och första scen hovet just har sett (III, ii). Pjäsen är egentligen Mordet på Gonzago, men Hamlet svarar metaforiskt eftersom "pjäsen är grejen" där han har för avsikt att "fånga kungens samvete". Barnramsan "Tre blinda möss" eller dess melodi hörs några gånger under pjäsen.
Pjäsens långa livslängd har säkerställt dess popularitet bland turister från hela världen. År 1997, på initiativ av producenten Stephen Waley-Cohen, startades välgörenhetsorganisationen Mousetrap Theatre Projects, som hjälper unga människor att uppleva Londons teater.
Pjäsens handling utspelar sig i "nutid", vilket förmodligen betyder England som det var vid den tid då pjäsen kom ut 1952, inklusive efterkrigstidens fortsatta ransonering under andra världskriget.
Tom Stoppards pjäs The Real Inspector Hound från 1968 parodierar många delar av Råttfällan, inklusive det överraskande slutet.

## Teaterföreställningar

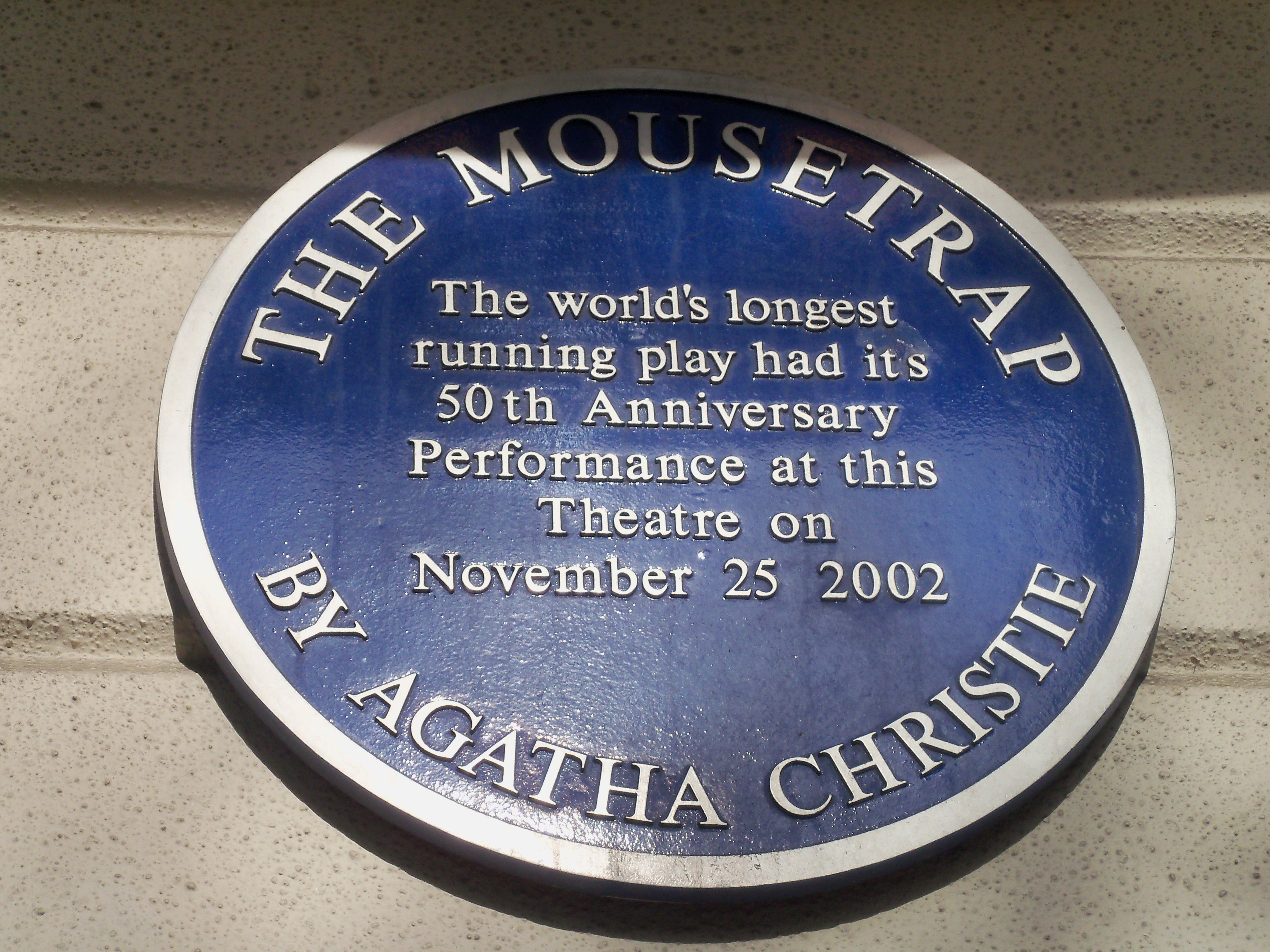
Blå plakett som minne av 50-årsjubileet av Råttfällan på fasaden till St Martin's Theatre i London

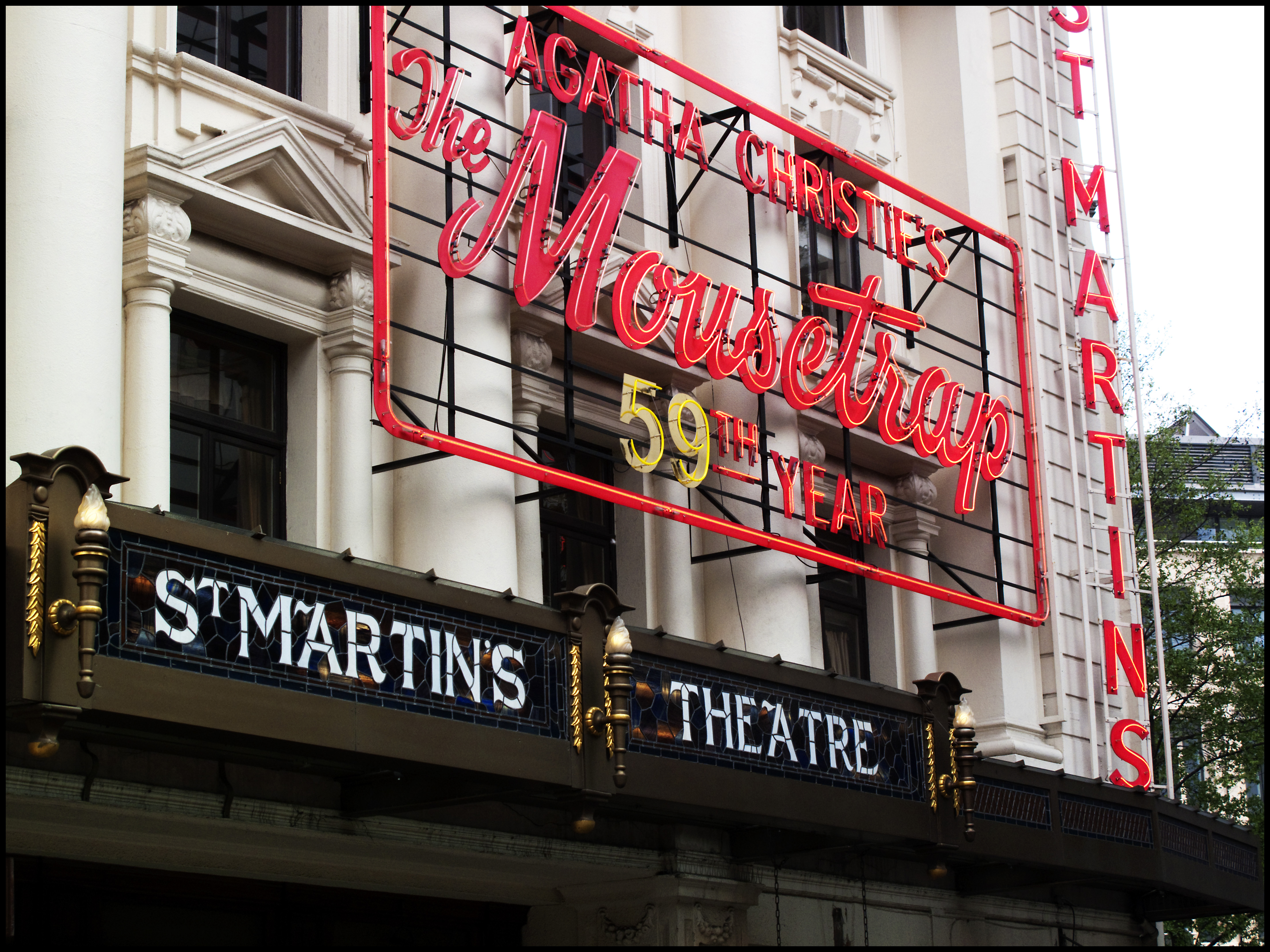
Neonskylten Råttfällan utanför teatern vid det 59:e spelåret 2011

Som teaterpjäs hade Råttfällan världspremiär på Theatre Royal i Nottingham den 6 oktober 1952. Den regisserades ursprungligen av Peter Cotes, äldre bror till filmregissörerna John och Roy Boulting. Turnén före West End tog den sedan till New Theatre Oxford, Manchester Opera House, Royal Court Theatre, Liverpool, Theatre Royal, Newcastle, Grand Theatre Leeds och Alexandra Theatre i Birmingham, innan den började spelas i London den 25 november 1952 på Ambassadors Theatre. Den spelades på denna teater fram till lördagen den 23 mars 1974 då den omedelbart flyttades till den större St Martin's Theatre, som låg bredvid, där den öppnade igen måndagen den 25 mars och därmed behöll sin status som "originalföreställning". Föreställningen i London har nu överstigit 26 000 föreställningar. David Turner regisserade pjäsen från 1987 till 2004.
Christie själv förväntade sig inte att Råttfällan skulle spelas under så lång tid. I sin självbiografi berättar hon om ett samtal hon hade med producenten Peter Saunders: "Fjorton månader ger jag den", sa Saunders. Christie svarade: "Den kommer inte att gå så länge. Åtta månader kanske. Ja, jag tror åtta månader."  När den slog rekordet för den längsta speltiden i West End i september 1957 fick Christie ett milt motvilligt telegram från dramatikern Noël Coward: "Hur mycket det än smärtar mig måste jag verkligen gratulera dig ..." År 2011 (då Råttfällan hade spelats i nästan 59 år) hittades detta sedan länge försvunna dokument av en möbeltillverkare i Cotswold som renoverade en byrå som köpts av en kund från Christies dödsbo. Vid tiden för Christies död 1976 hade pjäsen spelat in mer än 3 miljoner pund. Prichard, som bara var 9 år när han fick upphovsrätten till pjäsen, bildade Colwinston Charitable Trust 1995 för att använda pengarna från uppsättningarna av pjäsen. Stiftelsen stöder välgörenhetsorganisationer för konst, främst i Wales.
Den ursprungliga West End-ensemblen innehöll Richard Attenborough som kriminalinspektör Trotter och hans fru Sheila Sim som Mollie Ralston. De tog en vinstandel på 10 % av intäkterna, som betalades av deras sammanlagda veckolön ("Det visade sig vara det klokaste affärsbeslut jag någonsin fattat ... men dumt nog sålde jag en del av min andel för att öppna en kortlivad Mayfair-restaurang som hette 'The Little Elephant' och senare gjorde jag mig av med resten för att hålla Gandhi flytande.")
Sedan pensioneringen av Mysie Monte och David Raven, som båda skrev historia genom att stanna kvar i rollistan i mer än 11 år, i sina roller som Mrs Boyle och Major Metcalf, har rollbesättningen bytts ut årligen. Förändringen sker vanligtvis runt slutet av november runt årsdagen av pjäsens premiär och var ett initiativ av Sir Peter Saunders, den ursprungliga producenten. Det finns en tradition där den avgående huvudrollsinnehavaren och den nya huvudrollsinnehavaren skär en "Råttfälla-tårta" tillsammans.
Pjäsen har också skrivit teaterhistoria genom att låta en ursprunglig "skådespelare" överleva alla rollbyten sedan premiären. Den framlidne Deryck Guyler kan än i dag höras via en inspelning läsande radionyheterna i pjäsen. Scenografin ändrades 1965 och 1999, men en rekvisita finns kvar från den ursprungliga invigningen – klockan som sitter på spiselkransen ovanför den öppna spisen i den stora salen.

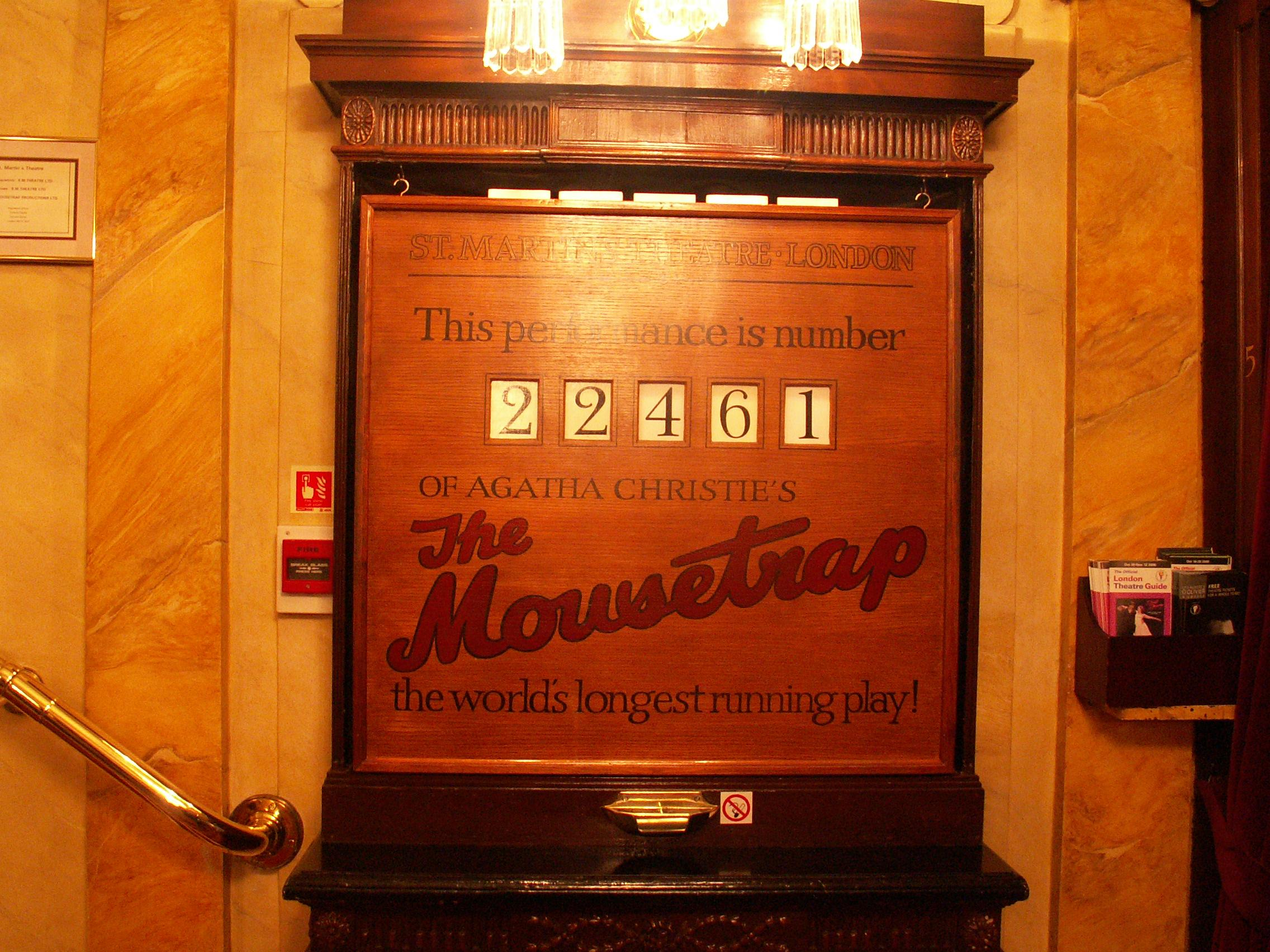
Räknaren i trä i lobbyn till St Martin's Theatre visar 22 461 föreställningar av Råttfällan (från november 2006)

Anmärkningsvärda milstolpar i pjäsens historia inkluderar:
- 6 oktober 1952 – Urpremiär på Theatre Royal i Nottingham
- 25 november 1952 – Första West End-föreställningen på Ambassadors Theatre
- 22 april 1955 – 1 000:e föreställningen
- 13 september 1957 – Den längsta speltiden någonsin av en "regelrätt" pjäs i West End
- 12 april 1958 – Den längsta föreställningen någonsin i West End med 2 239 föreställningar (den tidigare innehavaren var Chu Chin Chow)
- 9 december 1964 – 5 000:e föreställningen
- 23 mars 1974 – Sista föreställningen på Ambassadors Theatre
- 25 mars 1974 – Pjäsen flyttas till St Martin's Theatre
- 17 december 1976 – 10 000:e föreställningen
- 16 december 2000 – 20 000:e föreställningen
- 25 november 2002 – 50-årsjubileum; Drottning Elizabeth II och prins Philip, hertig av Edinburgh, deltog i en speciell föreställning.[21]
- 18 november 2012 – 25 000:e föreställningen; I huvudrollerna sågs Patrick Stewart, Julie Walters, Hugh Bonneville och Iain Glen.[22]

I maj 2001 (under Londonuppsättningens 49:e år och för att markera 25-årsdagen av Christies död) gav ensemblen en halvscenisk söndagsföreställning på Palace Theatre, Westcliff-on-Sea som ett gästbidrag till Agatha Christie Theatre Festival 2001, en 12-veckors historisk cykel av alla Agatha Christies pjäser som presenterades av Roy Marsdens New Palace Theatre Company.
Föreställningarna på St. Martin's Theatre stoppades den 16 mars 2020, tillsammans med alla andra West End-föreställningar, under covid-19-pandemin i Storbritannien. Råttfällan öppnade igen den 17 maj 2021 efter 14 månader utan föreställningar.

### Andra iscensättningar
En uppsättning på Toronto Truck Theatre i Toronto i Ontario, som hade premiär den 19 augusti 1977 blev Kanadas längsta spelade föreställning innan den slutligen avslutades den 18 januari 2004 efter 26 år och över 9 000 föreställningar.
Den 18 november 2012 firades både den 25 000:e föreställningen och det 60:e året av produktionen med en speciell välgörenhetsföreställning med Hugh Bonneville, Patrick Stewart, Julie Walters och Miranda Hart. Pengarna som föreställningen samlade in gick till Mousetrap Theatre Projects.
Under diamantjubileumsåret för Råttfällan besökte en turnerande produktion regionala teatrar för första gången i dess historia, medan London-uppsättningen fortsatte oavbrutet.
Pjäsen har även spelats internationellt: 2013 i Singapore, Kuala Lumpur och Bangkok av British Theatre Playhouse. Pjäsen har satts upp i Queensland, Australien flera gånger. I september 2011 sattes den upp på The Mousetrap Theatre i Redcliffe, teatergruppen hade fått sitt namn efter Christies pjäs. Från juli till augusti 2019 framförde Toowoomba Repertory Theatre Society pjäsen i sin hemstad. I november 2022 framfördes Råttfällan i Brisbane, delstatens huvudstad. I december 2022, efter mer än 70 år, tillkännagavs den första Broadway-uppsättningen av Råttfällan att sättas upp 2023 med en helamerikansk rollbesättning.

## Karaktärer
- Mollie Ralston - Ägare av Monkswell Manor och hustru till Giles.
- Giles Ralston - Make till Mollie som driver Monkswell Manor med sin fru.
- Christopher Wren - Den första gästen som anländer till hotellet, Wren är en hyperaktiv ung man som beter sig på ett mycket märkligt sätt. Han erkänner att han flyr från något, men vägrar säga vad. Wren påstår sig ha fått sitt namn efter arkitekten med samma namn av sina föräldrar.
- Mrs Boyle – En kritisk äldre kvinna som inte är nöjd med något hon observerar.
- Major Metcalf – Pensionerad från armén, man vet inte mycket om major Metcalf.
- Miss Casewell - En konstig, distanserad, maskulin kvinna som talar opassande om de fruktansvärda upplevelserna i sin barndom.
- Mr Paravicini – En man av okänt ursprung, som dyker upp och hävdar att hans bil har vält i en snödriva. Han verkar ha en utländsk accent och åldras artificiellt med smink.
- Kriminalinspektör Trotter – Detektiven. Han anländer i en snöstorm och frågar ut ägarna och gästerna.
- Röst i radio – källa till nyheter som är relevanta för berättelsen

## Det överraskande slutet och tradition av hemlighetsmakeri
Mördarens identitet avslöjas mot slutet av pjäsen i en plot twist som är ovanlig för att leka med själva grunden för den traditionella "Vem-var-den-skyldige?-formeln, där klichén är att detektiven löser brottet och avslöjar de återstående intrighemligheterna. Av tradition ombeds publiken i slutet av varje föreställning att inte avslöja mördarens identitet för någon utanför teatern, för att säkerställa att slutet av pjäsen inte förstörs för framtida publik.
Christie var alltid upprörd över att intrigerna i hennes verk avslöjades i recensioner. År 2010 sa hennes barnbarn Mathew Prichard, som får royalties från pjäsen, att han var "bestört" över att höra från The Independent att slutet på Råttfällan hade beskrivits i pjäsens engelskspråkiga upplaga.
Duncan Leatherdale från BBC News kontrasterade pjäsen med andra verk som Psycho och Sjätte sinnet, där vändningen i handlingen har avslöjats och blivit en del av populärkulturen.

## Handling
Pjäsen utspelar sig i den stora salen på Monkswell Manor, Berkshire, i vad Christie beskrev som "nutid".
Akt I
Första akten inleds med mordet på en kvinna vid namn Maureen Lyon, som endast spelas upp via ljud. Handlingen flyttar sedan till huset Monkswell Manor, som nyligen omvandlats till ett pensionat och drivs av det unga paret Mollie och Giles Ralston. Medan Mollie väntar på att gästerna ska anlända lyssnar hon på ett radioinslag om mordet på Lyon, där det sägs att polisen letar efter en man i mörk överrock som observerats i närheten av platsen. Deras fyra gäster anländer. Christopher Wren är en ovårdad, flyktig ung man. Giles reagerar starkt på Wren med omedelbar motvilja och Mollie med instinktiv tillit. Mrs Boyle och major Metcalf anländer sedan tillsammans i en taxi från stationen. Boyle klagar över många saker. Metcalf är en älskvärd före detta militär. Miss Casewell, en maskulin ung kvinna, är den sista av de bokade gästerna som anländer innan en oväntad femte gäst dyker upp. Han identifierar sig med en utländsk brytning som mr Paravicini och berättar för paret Ralston att hans bil har vält i en snödriva. Han säger att snön har blockerat vägarna och att husets invånare är instängda. Mollie är orolig över Paravicinis sätt men placerar honom ändå i det sista rummet.
Nästa eftermiddag visar det sig att pensionatet är insnöat och de boende är isolerade. Mollie svarar i telefon när kommissarie Hogben vid Berkshirepolisen ringer. Hogben berättar för henne att han ska skicka kommissarie Trotter till pensionatet och att familjen Ralston måste lyssna noga på vad Trotter har att berätta för dem. Paret Ralston undrar vad de kunde ha gjort för att få polisens uppmärksamhet. Trotter dyker upp vid dörren med ett par skidor och major Metcalf upptäcker att telefonen har slutat fungera. Trotter förklarar att han har blivit utsänd med anledning av mordet på Maureen Lyon. I en berättelse som är löst baserad på det verkliga Dennis O'Neill-fallet hade den döda kvinnan och hennes man misshandlat sina tre fosterbarn, vilket resulterade i att det yngsta dog. De vuxna fängslades för sina handlingar. Mannen dog i fängelse medan hustrun avtjänade sitt straff och hade släppts bara för att nu hittas strypt. Polisen misstänker den äldre pojken av de misshandlade barnen, som nu skulle vara 22 år, för att vara mördaren.
Trotter avslöjar att en anteckningsbok som hittades på mordplatsen innehöll adressen till Monkswell Manor och orden "Tre blinda möss". En lapp med texten "Detta är den första" var fastnålad på kvinnans kropp. Polisen har skickat Trotter för att ta reda på hur familjen Ralstons pensionat är kopplat till mordet och om de boende är i fara. Både Giles och Mollie förnekar att de har något med fallet att göra, men Mollie känner sig illa till mods när hon svarar på Trotters frågor och ursäktar sig snabbt. Trotter ber var och en av gästerna att förklara varför de är på Monkswell Manor och vilken koppling de har till fosterbarnen. Alla fem gästerna förnekar all personlig kännedom om fallet. Medan Trotter och Giles går runt i huset konfronterar major Metcalf mrs Boyle och avslöjar att hon var en av de domare som hade tilldelat barnen till fosterföräldrarna. Boyle erkänner detta men förnekar att hon har något ansvar för vad som slutligen hände med barnen där.
Kvällen lider mot sitt slut och Giles och Mollie blir misstänksamma mot varandra medan gästerna hackar på varandra. Trotter spårar telefontråden för att ta reda på om den har klippts av. Mrs Boyle vandrar tillbaka in i det nu tomma rummet och lyssnar på radio. De inledande tonerna av sången "Tre blinda möss" hörs visslas av en okänd person och mrs Boyle svarar utan oro och talar till den person som bara hon kan se. Plötsligt slocknar ljuset och ett handgemäng hörs. En stund senare kommer Mollie in i rummet och tänder ljuset bara för att hitta mrs Boyle död på golvet.
Akt II
Tio minuter efter att Mollie hittat mrs Boyle död genom strypning tar kommissarie Trotter hand om fallet. Alla de övriga boende är samlade i ett rum medan han försöker reda ut kvällens händelser. En skakad Mollie Ralston kan inte ge honom några användbara ledtrådar. Det enda hon är säker på att hon lade märke till var radion som skrällde. Frustrerad påpekar Trotter att deras liv fortfarande är i fara: ett tredje mord kan mycket väl inträffa med tanke på de anteckningar som lämnats på Maureen Lyon. Han insisterar på att alla ska tala om för honom var de befann sig när Boyle mördades. När alla berättar var han eller hon befann sig, tar Trotter dem till svars för inkonsekvenser eller svagheter i deras berättelser. Slutligen förklarar han att alla i huset hade möjlighet att begå mordet eftersom var och en av dem var ensam vid tillfället. Giles kontrar med att även om sju personer i huset saknar alibin är det bara en som passar in på beskrivningen av den man som polisen misstänker är mördaren: Christopher Wren. Wren insisterar på att det hela är en komplott och Trotter erkänner att han saknar bevis som pekar på Wren i synnerhet.
Mollie drar senare Trotter åt sidan. Trotter säger att även om polisen misstänker att den äldre pojken är mördaren hade den döde pojken också släktingar och nära och kära som kunde vara intresserade av hämnd: barnens far, en armésergeant till exempel eller den döde pojkens syster som nu skulle vara en ung kvinna. Trotter noterar att Metcalf eller Paravicini kan vara fadern, miss Casewell eller Mollie kan vara systern och Giles kan vara den äldre pojken. Mollie blir förskräckt och invänder mot tanken på att varken hon eller Giles kan vara en mördare, men Trotter tvingar henne att erkänna att de inte vet mycket om varandras förflutna. Mollie hamnar snart i samtal med Christopher Wren, som erkänner att han i själva verket är en desertör från armén som gömmer sig från sitt förflutna under falskt namn. Mollie erkänner att även hon flyr från sitt förflutna. Trots det förtroende som Christopher och Mollie håller på att skapa misstänker han och Giles varandra och blir nästan osams om Mollie. Situationen avvärjs bara av Paravicinis ankomst, som berättar för de samlade att Trotters skidor saknas. Trotter kallar återigen till ett möte och förklarar att han nu tänker kontrollera de alibin som alla gav honom efter mordet på Boyle. De kommer att iscensätta mordet där varje medlem i hushållet agerar ut en annans alibi. Trotters förhoppning är att även om de flesta alibin kommer att verifieras, kommer ett att visa sig vara omöjligt. Varje person ska gå till sin tilldelade position och stanna där tills han eller hon kallas tillbaka av Trotter. Gruppen skingras lydigt och lämnar Trotter ensam på scenen.

### Mördarens identitet avslöjas
Efter att rollfigurerna skingrats sitter Trotter kvar en stund innan han ropar på Mollie. Han berättar för henne att hon har utsatt sig för extrem fara genom att inte identifiera sig för honom. Han vet nu att hon en gång var lärarinna för de dödsdömda Corrigan-barnen. Hon svarade inte på ett brev som den yngre pojken skickade till henne och bad om att bli räddad från gården. Mollie protesterar och säger att hon varit svårt sjuk när brevet kom och inte ens kunde läsa det förrän långt efter att pojken var död. Än i dag, säger hon, plågas hon av att hon inte lyckades hjälpa barnen ur deras situation.
Trotter tar upp en pistol ur fickan och riktar den mot Mollie och berättar för henne att hon bara hade antagit att han var polis baserat på telefonsamtalet. Han hade i själva verket utgett sig för att vara Hogben och sedan klippt av telefonledningarna själv när han anlände till huset. Trotter är egentligen Georgie, den äldre Corrigan-brodern och han tänker hämnas på Mollie. Han faller tillbaka i ett sårat barns uppträdande som aldrig växte upp, släpper sin pistol och börjar strypa Mollie, men stoppas av miss Casewells plötsliga uppdykande. Hon ropar hans namn och avslöjar att hon är hans sedan länge försvunna syster Kathy, som kommit för att ta honom till en säker plats. Major Metcalf som följde med miss Casewell in i rummet kallar till sig Giles och berättar för de skrämda pensionatsgästerna att han hela tiden hade vetat att Trotter inte var polis – eftersom Metcalf själv är en sådan, eftersom han hade ordnat så att han skulle ta den riktige Metcalfs plats efter att ha upptäckt anteckningsboken "Tre blinda möss" på Maureen Lyon.

## Mottagande
Pjäsen väckte inte mycket uppståndelse på recensionssidorna i den brittiska pressen när den hade premiär. Manchester Guardian kommenterade att det var "ett medelmåttigt stycke" med "mindre i den än vad som först man ser ... Slumpen tänjs ut orimligt." Kritikern kommenterade att karaktärerna var "byggda helt och hållet av klichéer". Recensenten i The Times var mer välvilligt inställd till karaktärerna och kallade dem "fint sorterade, individuellt märkta och lätta att identifiera", och fann handlingen "utstuderat skicklig". I The Daily Express berömde John Barber "atmosfären av rysande spänning" men tyckte att vissa av karaktärerna var "för uppenbart tillgjorda". I The Illustrated London News kommenterade J. C. Trewin att de som misslyckades med att upptäcka mördaren förmodligen skulle kalla komplotten "befängd och överbelastad", men de som lyckades kunde vara mer vänligt sinnade.

## Film- och tv-versioner
1959 tillkännagavs det att Edward Small, som hade producerat filmen Åklagarens vittne, skulle göra en filmversion av pjäsen i samproduktion med Victor Saville för United Artists. Tyrone Power och Maria Schell nämndes som huvudrollsinnehavare. Resultatet blev dock ingen filmversion. 1960 regisserade den bengaliske författaren Premendra Mitra filmen Chupi Chupi Aashey, baserad på radiopjäsen och novellen. 1990 regisserade den ryske filmregissören Samson Samsonov en film med titeln Мышеловка (Myshelovka, svenska: Råttfällan) på Mosfilm. Manuset av Vladimir Basov är baserat på Christies pjäs.
År 2022 utspelade sig historien om en brittisk-amerikansk film See How They Run på Ambassadors Theatre och handlade om skådespelare i berättelsen om Råttfällan, efter mord på personal som var involverad i produktionen och kopplad till pjäsen.